# Чистерна (Казерта)
Чистерна (итал. Cisterna) је насеље у Италији у округу Казерта, региону Кампанија.
Према процени из 2011. у насељу је живело 88 становника. Насеље се налази на надморској висини од 194 м.